# Diffusion Brillouin
Pour les articles homonymes, voir Brillouin.
La diffusion Brillouin est la diffusion inélastique de la lumière par les ondes acoustiques d'un milieu. Dans une expérience de diffusion Brillouin, on illumine un milieu à l'aide d'un faisceau laser et on détecte la lumière diffusée à une fréquence légèrement différente. Les décalages en fréquence observés sont de l'ordre de 1 à 200 GHz environ. La mesure de ce décalage permet de remonter à certaines propriétés du milieu. Cet effet a été prédit en 1914 par Léon Brillouin,.
Dans ses principes, la diffusion Brillouin est tout à fait semblable à la diffusion Raman. Les deux techniques diffèrent par les ordres de grandeurs des décalages (supérieur à 300 GHz ou 10 cm-1 pour le Raman), ce qui implique des appareillages différents pour analyser les spectres diffusés. Dans le cas de la diffusion Raman, on utilisera un spectromètre à réseaux, et un Interféromètre Fabry-Pérot dans le cas de la diffusion Brillouin.

## Description

### Description classique
Dans une description classique de la diffusion Brillouin, on considère la diffusion de la lumière par une onde acoustique plane. La déformation du milieu associée à cette onde s'accompagne d'une modification locale de l'indice de réfraction du milieu.
Pour des faisceaux intenses (par exemple un laser) voyageant dans un milieu, les variations dans le champ électrique du faisceau lui-même peut produire des vibrations acoustiques dans le milieu via l'électrostriction. Le faisceau peut subir de la diffusion Brillouin à cause de ces vibrations, habituellement dans la direction inverse du faisceau incident, un phénomène connu sous le nom de diffusion Brillouin stimulée. Pour les gaz et les liquides, les décalages de fréquence typiques sont de l'ordre de 1–10 GHz (décalages en longueur d'onde de ~1–10 pm pour la lumière visible).

### Description quantique
D'un point de vue quantique, la diffusion Brillouin consiste en l'interaction de photons avec des quanta acoustiques ou vibrationnels (phonons). 

## Applications de la diffusion Brillouin

### Géométries de diffusion courantes
Dans la pratique, on cherche en général à mesurer les propriétés d'onde avec un vecteur d'onde bien précis. On se limite donc à des géométries de diffusion simples. Trois géométries sont couramment utilisées. Elles sont décrites ci-dessous.
- La rétrodiffusion : on collecte la lumière diffusée à 180 degrés, soit dans la même direction que la direction de la lumière incidente.
- La diffusion à 90 degrés : le rayon collecté et le rayon incident forment un angle de 90 degrés.
- La diffusion en mode de plaque : on collecte la lumière rétrodiffusée par une plaquette fine mise en incidence. La lumière collectée provient alors de deux phénomènes de diffusion différents : une part est directement rétrodiffusée, et une autre part provient de la diffusion de la lumière par une onde de vecteur d'onde dans le plan de la plaquette.

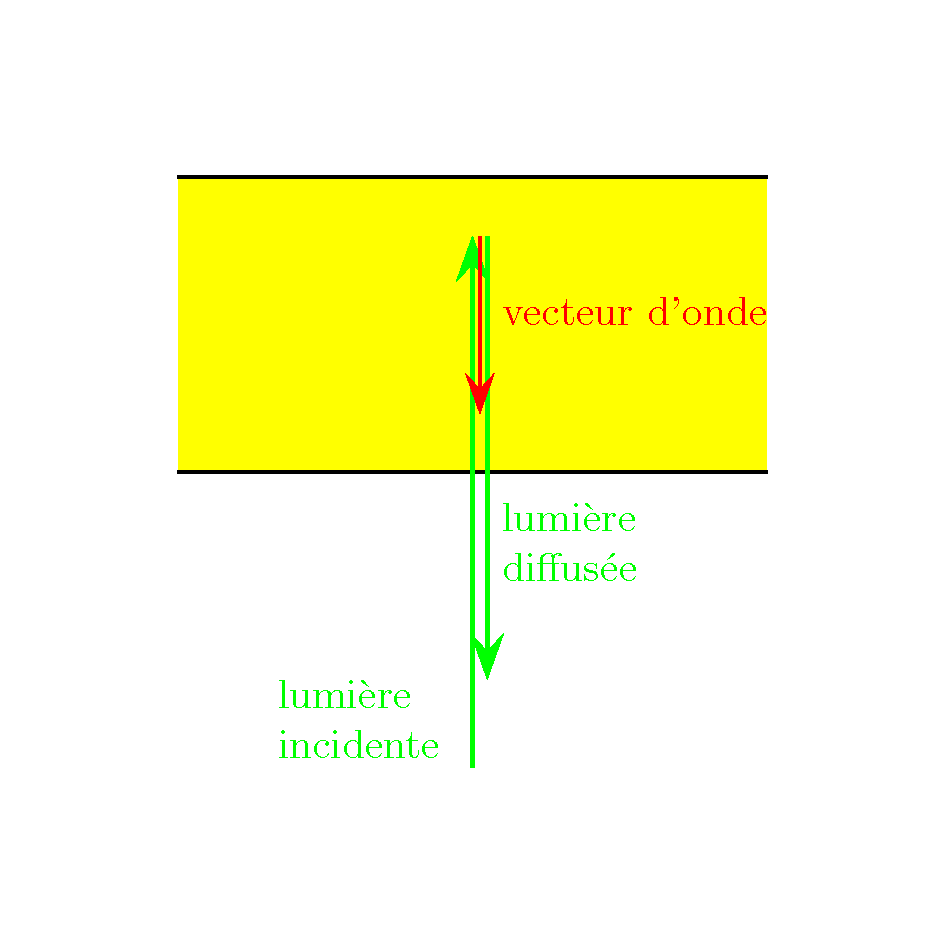
Rétrodiffusion
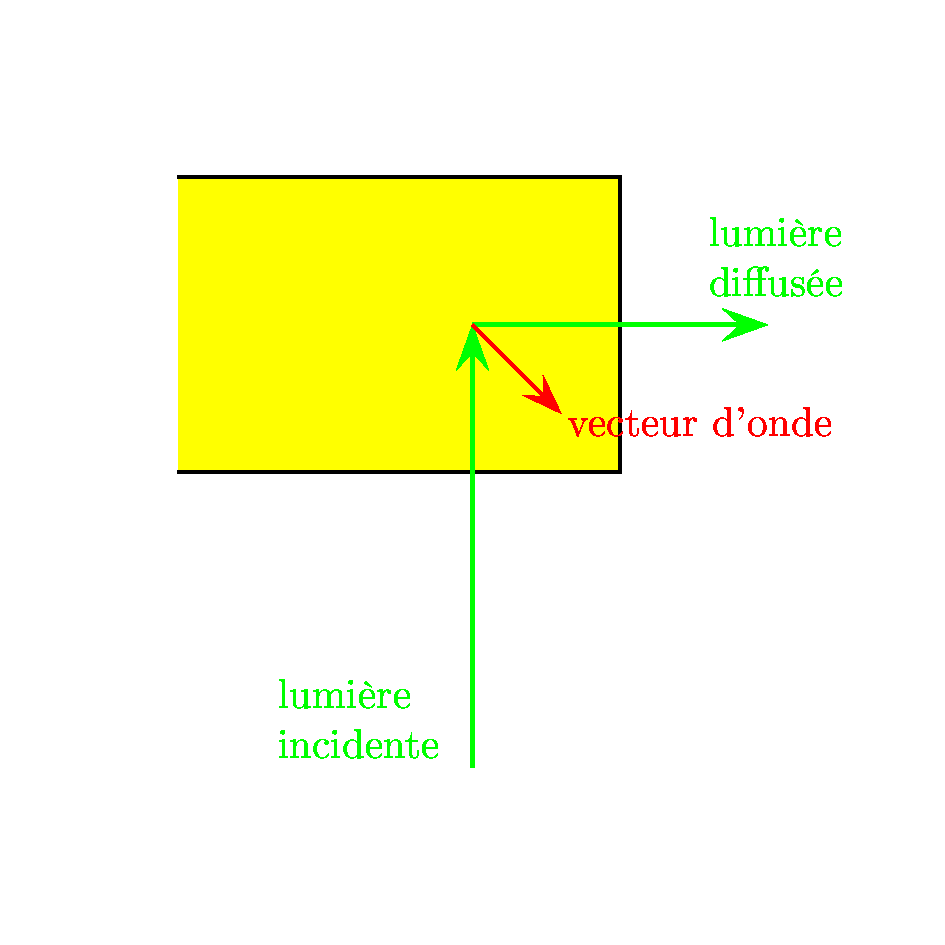
Diffusion à 90 degrés
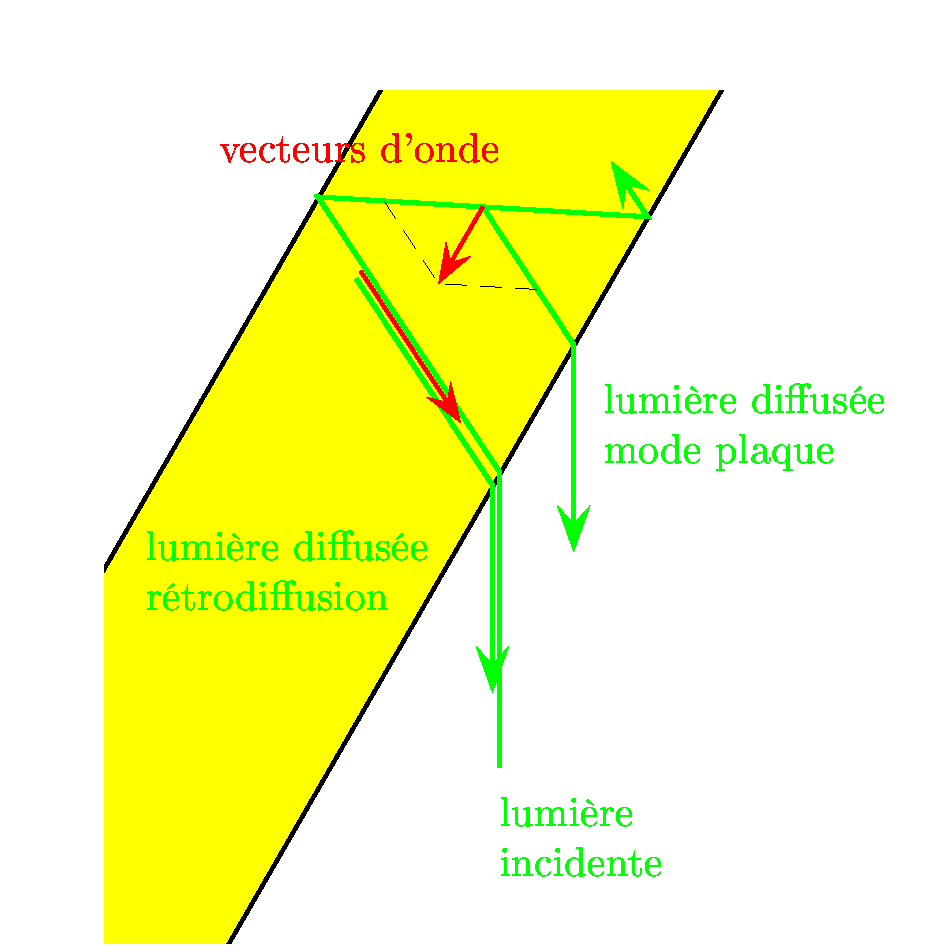
Diffusion en géométrie plaquette

### Détermination des propriétés élastiques d'un milieu
Le décalage en fréquence mesuré permet de calculer la vitesse de l'onde élastique diffusante. En mesurant des vitesses d'onde se propageant dans plusieurs directions différentes, il est possible de calculer l'ensemble des modules élastiques du matériau.